# Gilirejo
Gilirejo is een bestuurslaag in het regentschap Boyolali van de provincie Midden-Java, Indonesië. Gilirejo telt 1452 inwoners (volkstelling 2010).